# Fasciolopsis buski

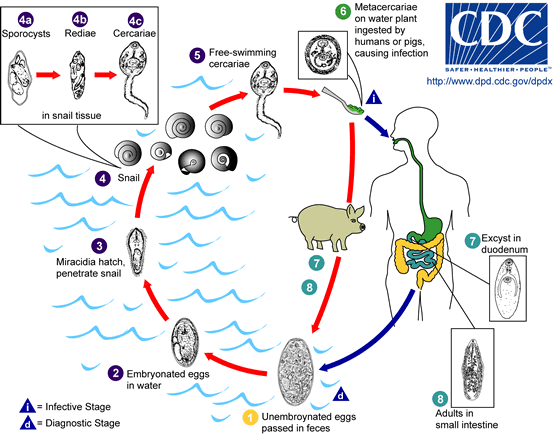
Schéma vývojového cyklu F. buski

Fasciolopsis buski (Lankester, 1857) je střevní motolice parazitující u člověka a prasat ve východní a jihovýchodní Asii. Dospělí jedinci měří 8–10 cm a řadí se tak mezi největší motolice parazitující u člověka. Infekce touto motolicí se označuje fasciolopsióza (také známa jako nemoc lotosového květu) a jedná se typickou zoonózu alimentárního původu (nakažení kontaminovanou potravou). Vývojový cyklus motolice probíhá přes plže z čeledi Planorbidae.